# 湖北落芒草
湖北落芒草（学名：Stipa henryi）为禾本科落芒草属下的一个种。

## 扩展阅读
- 維基物種上的相關：湖北落芒草